# カッ飛び!花マル塾
『カッ飛び!花マル塾』（カッとび はなマルじゅく）は、1990年3月6日から同年7月31日までテレビ朝日系列局で放送されていたテレビ朝日制作のバラエティ番組である。放送時間は毎週火曜 19:00 - 19:54 （日本標準時）。

## 概要
『笑アップ歌謡大作戦』と同様に山城新伍が司会を務めていた番組で、レギュラー放送開始前に流された番組宣伝で同番組の平成版と称していた。ゲストには当時の人気歌手たちを招いていた。

## 出演者

### 司会
- 山城新伍

### レギュラー
- 萩尾みどり
- 美川憲一
- 松居直美
- B21スペシャル
- 久本雅美
- 杉兵助 - 自身に関するブラックジョーク（自虐ネタ）が多かった。
- なぎら健壱
- ほか

### 準レギュラー
準レギュラーは単発ゲストとともに「転校生」と呼ばれていた。
- 瀬川瑛子
- 小林幸子
- 杉本彩
- 大竹まこと - 久本と夫婦という設定で出演していた。そのため、久本は「大竹雅美です!」と自己紹介することもあった。
- 酒井法子
- 松本明子
- 森口博子
- 井森美幸
- 篠塚満由美
- CHA-CHA
- ほか

### 出題ゲスト
- 淡谷のり子
- 梅宮辰夫
- ケーシー高峰
- コロッケ
- 布施明
- 由利徹
- 和田アキ子
- ほか

## スタッフ
- 構成：松岡孝、小川美篤、島崎伸一、伊藤義信、下村稔、岩船俊夫
- 演出：成田信夫
- プロデューサー：湧口義輝、三倉文宏
- 制作著作：テレビ朝日

## 内容
番組前半では『笑アップ歌謡大作戦』と同様に、ゲスト歌手とレギュラー陣が学校の授業形式で大喜利を披露していた。良解答を出した解答者には番組特製のワッペンを貼り、悪いと取っていた。ワッペンが10枚貯まった解答者にはハワイ旅行をプレゼントしていたが、獲得できたのは美川憲一と瀬川瑛子のみだった。司会の山城は、ワッペン10枚獲得の特典について説明する際に「ハワイに行って勝新太郎さんと握手ができる」と言っていた。（当時、勝はハワイに逃亡中だった為｡）

### コーナー
動物コンサート
動物園での動物の変わった動きを、当時のヒット曲の歌詞に合わせて紹介する。
クイズ 芸能人100人に聞いてしまいました!!
『クイズ100人に聞きました』のパロディコーナーで、番組の後半に行われていた。解答者は2チームに分かれ、芸能人100人に聞いたアンケートの答えを当てる。答えは必ず9つで、先に5つの答えを当てたチームが勝利となり、賞金30万円が贈られた。萩尾みどりがこのコーナーを非常に楽しみにしており、始まる前に山城が「萩尾さんの時間がやってまいりました」と言って前のコーナーを締めくくるのがお約束だった。

## 補足
- 出場者は初登場時、本番前に自画像を課題に出されていた。レギュラーと準レギュラーの自画像は、セットの後ろの壁に貼られ、単発ゲストの自画像は視聴者に抽選でプレゼントされていた。瀬川瑛子が描いた自画像は昔の少女漫画を思わせる、非常に美化したものだった（瀬川曰く「鏡を見ながら描いたら、いつの間にかこうなってしまった」とのこと）。この絵が瀬川本人と全く似てないことをよく美川がネタにしていた。また、山城が初登場のゲストに「この似顔絵、誰が描いたと思います?」と問いかける場合があった。
- 久本雅美は時々下ネタを言うことがあり、オチの部分をマスキングされる時があった（その際には、マスキングの音と同時にワッペンの絵が画面一杯に表示されていた）。しかし、大抵は言葉の一部しかマスキングされていなく、口の動きで何を言っているのかは丸分かりだった（例：「おば様はテニスが好きです。オバンはペ××が好きです」（×の部分しかマスキングされていない））。ただし、下ネタだからといってワッペンを取られたことはなかった。司会の山城も、危ない発言をしてマスキングされることがあった。
- 松居直美が「誰のこととは言いません」と前置きしてネタを言うと、その後に必ずなぎら健壱が映された。
- 酒井法子が出場した回では、山城は酒井の可愛さのあまり、彼女がネタを披露しなくてもワッペンをあげていた。それを久本たちが文句を言うと、山城は「お前ら、家に帰って鏡を見てこい!!」と逆ギレしていた。ただ、えこひいきされていたのは酒井だけではなく、当時離婚中だった花園ひろみと同じ名前のヒロミと森口博子（本名が花村博美であるため）も判定が甘い時があった。一方で、ヒロミはワッペンを取られたこともある。
- 松居直美は「クイズ 芸能人100人に聞きました」のコーナーで、「○○にやめて欲しい事」の問題に必ず「●●を鼻から飲んで目から出す」とボケをかましていた。そして松本明子から突っ込まれるのがお約束になっていた。

## ネット局
火曜 19：00 - 19：54、同時ネット
- テレビ朝日（制作局）
- 北海道テレビ[1]
- 東日本放送[2]
- 福島放送[2]
- 新潟テレビ21[3]
- テレビ信州[4]
- 静岡けんみんテレビ[5]
- 名古屋テレビ[6]
- 朝日放送[7]
- 瀬戸内海放送[8]
- 広島ホームテレビ[8]
- 九州朝日放送[9]
- 長崎文化放送（開局時の1990年4月から）[9]
- 鹿児島放送[10]

遅れ・時差ネット
- 秋田放送：土曜 16:00 - 16:55[11]
- 北日本放送：火曜（月曜深夜） 0:25 - 1:25 （1990年4月3日放送開始）[12]
- テレビ山梨：日曜 14:00 - 14:55 （1990年7月15日放送開始）[13]
- 山陰放送：水曜 23:50 - 翌木曜 0:45[14]
- 四国放送：土曜 16:00 - 16:55[15]
- 高知放送：火曜（月曜深夜） 1:00 - 1:55[16]
- テレビ大分：月曜 19:00 - 19:54[16]
- テレビ宮崎：土曜（金曜深夜） 1:05 - 2:00[10]